# Diopsid
Diopsid är ett vanligt silikatmineral som kan förväntas i alla kalcium- och magnesiumrika bergarter. Mineralet ingår i pyroxengruppen och består av kalciummagnesium-silikat CaMg(SiO3)2. Mineralet är vitt (kallas då malakolit), ljusgrönt, äppelgrönt eller gråvitt. Magnesiumjonen (Mg2+) kan ersättas med järn (Fe2+) i alla proportioner och kallas då salit. Om magnesium helt ersatts av järn kallas mineralet hedenbergit CaFe(SiO3)2. Hedenbergit är mörkgrön till svartgrön. Densiteten för diopsid varierar mellan 3 270 och 3 380 kg/m3 och för hedenbergit mellan 3 500 och 3 600 kg/m3.

## Egenskaper
Mineralet utmärks av hög spaltbarhet i kristallens längsriktning, där vinkeln mellan spaltsidorna 87° och 93°. Utmärkande är också avsöndringen i parallella plattor, nästan vinkelrätt mot kristallens längsriktning. Hårdheten är 5 - 6 enligt Mohs hårdhetsskala, en Vickers hårdhet på 7,7 GPa vid en belastning på 0,98 N, och en specifik vikt på 3,25 till 3,55. Den är transparent till genomskinlig med brytningsindex på nα=1,663–1,699, nβ=1,671–1,705 och nγ=1,693–1,728. Den optiska vinkeln är 58° till 63°. Pulverfärgen är vit för diopsid och grågrön för hedenbergit. 

## Bildning
Diopsid finns i ultramafiska (kimberlit och peridotit) magmatiska bergarter, och diopsidrik augit är vanlig i mafiska bergarter, som olivinbasalt och andesit. Diopsid finns också i en mängd olika metamorfa bergarter, som i metamorfoserade skarner utvecklade från dolomiter med hög kiseldioxidhalt. Det är ett viktigt mineral i jordens mantel och är vanligt i peridot-xenoliter som bryter ut i kimberlit och alkalibasalt.

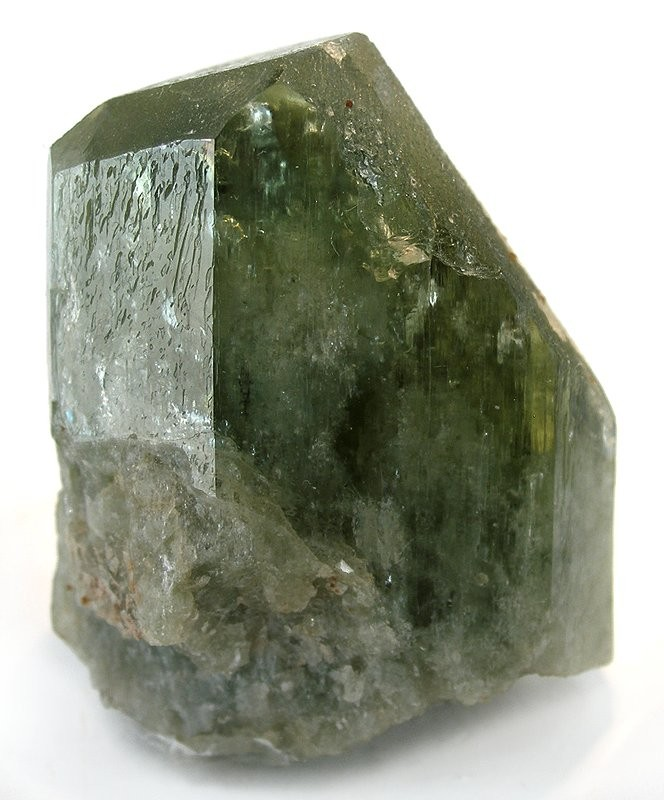
Diopsidkristall från De Kalb, New York (storlek: 4.3 x 3.3 x 1.9 cm)

## Förekomst

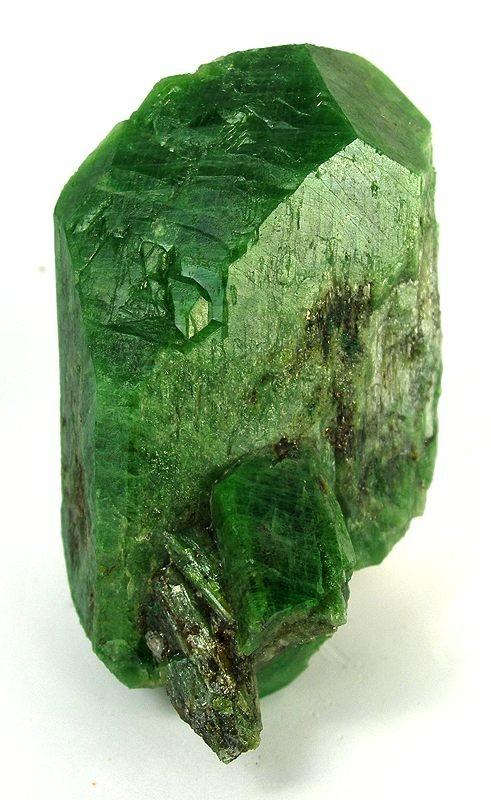
En grön diopsid hittad i Outokumpu, Finland

Diopsid är en föregångare till krysotil (vit asbest) genom hydrotermisk förändring och magmatisk differentiering. Den kan reagera med vattenhaltiga lösningar av magnesium och klor för att ge krysotil genom att värmas till 600 °C i tre dygn. Vissa vermikulitavlagringar, framför allt de i Libby, Montana, är förorenade med krysotil (liksom andra former av asbest) som bildas från diopsid. 
Vid relativt höga temperaturer finns det ett blandbarhetsgap mellan diopsid och pigeonit, och vid lägre temperaturer, mellan diopsid och ortopyroxen. Kalcium/(kalcium+magnesium+järn)-förhållandet i diopsid som bildas med en av dessa två andra pyroxener är särskilt känsligt för temperaturer över 900 °C och sammansättningar av diopsid i peridotit-xenoliter har varit viktiga vid rekonstruktioner av temperaturer i jordens mantel.
Kromdiopsid ((Ca,Na,Mg,Fe,Cr)2(Si,Al)2O6) är en vanlig beståndsdel av peridotit-xenoliter, och spridda korn finns nära kimberlitrör, och är som sådana en prospekteringsindikator för diamanter. Fynd har rapporterats i Kanada, Sydafrika, Ryssland, Brasilien och en mängd andra platser. I USA beskrivs kromdiopsidlokaliteter i serpentinbältet i norra Kalifornien, i kimberlit i Colorado-Wyoming State Line-distriktet, i kimberlit i Iron Mountain-distriktet, Wyoming, i lamprofyr vid Cedar Mountain i Wyoming och i utsprång av Tertiary Bishop Conglomerate i Green River Basin i Wyoming. Mycket kromdiopsid från Green River Basin-områdena och flera av State Line Kimberlites har varit av ädelstenskaraktär.

## Ädelsten
Diopsid av ädelstenskvalitet finns i två former: svart stjärndiopsid och kromdiopsid (som innehåller krom, vilket ger den en rik grön färg). Vid 5,5–6,5 på Mohs-skalan är kromdiopsid relativt mjuk att repa. På grund av den djupgröna färgen på ädelstenen kallas de ibland för sibiriska smaragder, även om de på en gemologisk nivå är helt orelaterade, smaragd är en ädelsten och diopsid är en halvädelsten.
Gröna diopsidkristaller som ingår i en vit fältspatmatris säljs också som ädelstenar, vanligtvis som pärlor eller cabochoner. Denna sten marknadsförs ofta som "grönfläckjaspis" eller grönfläckssten.
Violan är en manganrik variant av diopsid, violett till ljusblå till färgen.